# 新建镇 (中方县)
新建乡，是中华人民共和国湖南省怀化市中方县下辖的一个乡镇级行政单位。

## 行政区划
新建乡下辖以下地区：
岩门溪村、八家村、横板桥村、黄立坪村、黄金村、牛眠口村、黑禾田村、大塘村、四卧龙村、小岩村、干冲村和保良村。